# U-21-Fußball-Europameisterschaft 2011/Qualifikation
An der Qualifikation zur U-21-Fußball-Europameisterschaft 2011 beteiligten sich erstmals alle 53 Mitgliedsverbände der Vereinigung Europäischer Fußballverbände (UEFA).
Die Endrunde wurde erstmals an Dänemark vergeben, das als Veranstalter automatisch für die Runde der letzten acht Teams qualifiziert war. Alle anderen 52 Mannschaften mussten sich in der Vorrunde qualifizieren.

## Modus
Die 52 Nationalmannschaften wurden in zehn Gruppen – acht Gruppen zu fünf und zwei Gruppen zu sechs Mannschaften – gelost. Die Nationalauswahlen trugen ihre Begegnungen mit Hin- und Rückspiel aus. Die Gruppenspiele wurden im Zeitraum von 28./29. März 2009 bis 7. September 2010 ausgetragen.
Die jeweiligen Gruppensieger sowie die vier besten Zweitplatzierten waren für die Entscheidungsspiele für den Einzug in die Endrunde qualifiziert. Diese ermittelten dann in Hin- und Rückspiel sieben Teilnehmer an der Endrunde.

## Abschneiden der Mannschaften aus dem deutschsprachigen Raum

### Deutschland
Deutschland hatte in seiner Gruppe vor allem mit Tschechien und den überraschend starken Isländern zu kämpfen. In den vier Spielen gegen diese beiden Mannschaften erreichte man nur 2 Punkte – in Hafnarfjörður kam es sogar zu einer 1:4-Niederlage. Da auch in Nordirland kein Sieg errungen werden konnte, gelang die Qualifikation zur U-21-Europameisterschaft nicht. Deutschland landete mit 12 Punkten auf Platz 3, vier Punkte hinter Island.

### Österreich
Wie schon in der U-21-EM-Qualifikation 2009 disqualifizierte sich Österreich durch eigenes Verschulden. Obwohl man Belarus und Schottland, den beiden direkten Konkurrenten um die Aufstiegsplätze, spielerisch überlegen war, verpasste man die Teilnahme an dem Turnier knapp. Besonders ihre Auswärtsschwäche kostete die Mannschaft viele Punkte, so konnte man in Aserbaidschan nur mit viel Mühe einen 2:1-Sieg mit Toren in der 90. und 93. Minute, nachdem der aserbaidschanische Torwart die rote Karte bekommen hatte, feiern. In Albanien erreichte man nach einem 0:2-Rückstand noch ein 2:2, wobei allerdings zwei Elfmeter nicht verwertet wurden.
Selbst nach dem 3:3-Heimremis gegen Belarus, das klar von den Österreichern dominiert und erst durch ein Gegentor in letzter Minute nicht gewonnen werden konnte, hätte man durch einen Sieg in Schottland noch einen Aufstiegsplatz erreichen können. Dort gab man jedoch trotz zahlreicher Chancen eine 1:0-Führung aus der Hand und verlor 1:2. Hinter Belarus und Schottland (jeweils 17 Punkte) blieb mit 14 Punkten nur Platz 3.

### Schweiz
Die Schweiz qualifizierte sich mit 20 Punkten und dem Gruppensieg in der Gruppe 2 relativ sicher für die Playoffs. Mit dem Gesamtscore von 5:2 Toren wurde da den Schweden keine Chance gelassen und die Schweiz qualifizierte sich nach 2002 und 2004 zum dritten Mal für eine U-21-EM-Endrunde.

## Auslosung
Sämtliche Mannschaften wurden in fünf Töpfe eingeteilt, wobei die Töpfe A, B, C und D jeweils zehn Mannschaften umfassten, während im Topf E zwölf Mannschaften eingeteilt waren. Entscheidend für die Topfeinteilung waren die Koeffizienten der Teilnehmer, wobei jene in Topf A den höchsten und jene in Topf E den niedrigsten aufwiesen. Daraus wurden zehn Gruppen gebildet.
| Topf A | Topf B | Topf C | Topf D | Topf E        |
| --- | --- | --- | --- | ------------- |
| Spanien* | Belarus | Niederlande | Polen | Zypern        |
| England* | Tschechien* | Belgien | Lettland | Georgien      |
| Italien* | Portugal | Schottland | Slowakei | Litauen       |
| Deutschland* | Schweden | Ungarn* | Albanien | Kasachstan    |
| Serbien | Finnland | Griechenland | Nordmazedonien | Andorra       |
| Frankreich | Wales | Norwegen | Island | Färöer        |
| Österreich | Schweiz | Moldau | Slowenien | Estland       |
| Türkei | Ukraine | Armenien | Irland | Malta         |
| Israel | Rumänien | Bulgarien | Bosnien und Herzegowina | San Marino    |
| Russland | Kroatien | Nordirland | Montenegro | Aserbaidschan |
| * Die mit einem Stern gekennzeichneten Teams nahmen an der Endrunde der U-20-Fußball-Weltmeisterschaft 2009 teil und wurden daher in Fünfergruppen gelost. Diese hatten im Oktober 2009 spielfrei. | * Die mit einem Stern gekennzeichneten Teams nahmen an der Endrunde der U-20-Fußball-Weltmeisterschaft 2009 teil und wurden daher in Fünfergruppen gelost. Diese hatten im Oktober 2009 spielfrei. | * Die mit einem Stern gekennzeichneten Teams nahmen an der Endrunde der U-20-Fußball-Weltmeisterschaft 2009 teil und wurden daher in Fünfergruppen gelost. Diese hatten im Oktober 2009 spielfrei. | * Die mit einem Stern gekennzeichneten Teams nahmen an der Endrunde der U-20-Fußball-Weltmeisterschaft 2009 teil und wurden daher in Fünfergruppen gelost. Diese hatten im Oktober 2009 spielfrei. | Liechtenstein |
| * Die mit einem Stern gekennzeichneten Teams nahmen an der Endrunde der U-20-Fußball-Weltmeisterschaft 2009 teil und wurden daher in Fünfergruppen gelost. Diese hatten im Oktober 2009 spielfrei. | * Die mit einem Stern gekennzeichneten Teams nahmen an der Endrunde der U-20-Fußball-Weltmeisterschaft 2009 teil und wurden daher in Fünfergruppen gelost. Diese hatten im Oktober 2009 spielfrei. | * Die mit einem Stern gekennzeichneten Teams nahmen an der Endrunde der U-20-Fußball-Weltmeisterschaft 2009 teil und wurden daher in Fünfergruppen gelost. Diese hatten im Oktober 2009 spielfrei. | * Die mit einem Stern gekennzeichneten Teams nahmen an der Endrunde der U-20-Fußball-Weltmeisterschaft 2009 teil und wurden daher in Fünfergruppen gelost. Diese hatten im Oktober 2009 spielfrei. | Luxemburg     |

## Gruppeneinteilung
Die Auslosung der Vorrundengruppen fand am 4. Februar 2009 im Musikhuset in Aarhus statt und ergab folgende Gruppen.
| Gruppe 1 | Gruppe 2 | Gruppe 3                | Gruppe 4      | Gruppe 5    |
| -------- | -------- | ----------------------- | ------------- | ----------- |
| Russland | Türkei   | Italien                 | Spanien       | Deutschland |
| Rumänien | Schweiz  | Wales                   | Finnland      | Tschechien  |
| Moldau   | Armenien | Ungarn                  | Niederlande   | Nordirland  |
| Lettland | Irland   | Bosnien und Herzegowina | Polen         | Island      |
| Färöer   | Georgien | Luxemburg               | Liechtenstein | San Marino  |
| Andorra  | Estland  |                         |               |             |

| Gruppe 6   | Gruppe 7 | Gruppe 8   | Gruppe 9       | Gruppe 10     |
| ---------- | -------- | ---------- | -------------- | ------------- |
| Israel     | Serbien  | Frankreich | England        | Österreich    |
| Schweden   | Kroatien | Ukraine    | Portugal       | Belarus       |
| Bulgarien  | Norwegen | Belgien    | Griechenland   | Schottland    |
| Montenegro | Slowakei | Slowenien  | Nordmazedonien | Albanien      |
| Kasachstan | Zypern   | Malta      | Litauen        | Aserbaidschan |

Gelb unterlegt: Für die Ausscheidungsspiele qualifiziert

## Qualifikationsgruppen

### Gruppe 1
Tabelle
| Pl. | Team     | Sp. | S | U | N | Tore    | Diff. | Punkte |
| --- | -------- | --- | - | - | - | ------- | ----- | ------ |
| 1.  | Rumänien | 10  | 8 | 1 | 1 | 023:600 | +17   | 25     |
| 2.  | Russland | 10  | 7 | 2 | 1 | 022:600 | +16   | 23     |
| 3.  | Moldau   | 10  | 4 | 2 | 4 | 009:130 | −4    | 14     |
| 4.  | Lettland | 10  | 4 | 1 | 5 | 016:150 | +1    | 13     |
| 5.  | Färöer   | 10  | 3 | 2 | 5 | 008:160 | −8    | 11     |
| 6.  | Andorra  | 10  | 0 | 1 | 9 | 003:250 | −22   | 01     |

Spielergebnisse
| 28. März 2009     |  | Rumänien | – | Andorra  | 2:0 |
| 1. April 2009     |  | Russland | – | Andorra  | 4:0 |
| 6. Juni 2009      |  | Lettland | – | Andorra  | 4:0 |
| 6. Juni 2009      |  | Färöer   | – | Rumänien | 0:4 |
| 9. Juni 2009      |  | Färöer   | – | Russland | 1:0 |
| 12. August 2009   |  | Andorra  | – | Rumänien | 0:2 |
| 12. August 2009   |  | Moldau   | – | Lettland | 1:0 |
| 5. September 2009 |  | Färöer   | – | Moldau   | 1:1 |
| 5. September 2009 |  | Lettland | – | Russland | 0:4 |
| 8. September 2009 |  | Rumänien | – | Moldau   | 3:0 |
| 8. September 2009 |  | Andorra  | – | Russland | 0:4 |
| 9. September 2009 |  | Färöer   | – | Lettland | 1:3 |
| 10. Oktober 2009  |  | Lettland | – | Rumänien | 5:1 |
| 10. Oktober 2009  |  | Moldau   | – | Andorra  | 1:0 |
| 10. Oktober 2009  |  | Russland | – | Färöer   | 2:0 |

### Gruppe 2
Tabelle
| Pl. | Team     | Sp. | S | U | N | Tore    | Diff. | Punkte |
| --- | -------- | --- | - | - | - | ------- | ----- | ------ |
| 1.  | Schweiz  | 10  | 6 | 2 | 2 | 015:800 | +7    | 20     |
| 2.  | Türkei   | 10  | 5 | 1 | 4 | 013:110 | +2    | 16     |
| 3.  | Georgien | 10  | 4 | 3 | 3 | 012:900 | +3    | 15     |
| 4.  | Armenien | 10  | 4 | 1 | 5 | 018:190 | −1    | 13     |
| 5.  | Estland  | 10  | 3 | 3 | 4 | 009:160 | −7    | 12     |
| 6.  | Irland   | 10  | 1 | 4 | 5 | 011:150 | −4    | 07     |

Spielergebnisse
| 31. März 2009                                                                                            |              | Irland   | – | Türkei   | 0:3 |
| 5. Juni 2009                                                                                             | Wil (SG)     | Schweiz  | – | Armenien | 2:1 |
| Tore: 1:0 Eren Derdiyok (16.), 2:0 Shkelzen Gashi (20.), 2:1 Manasyan (84.)                              |              |          |   |          |     |
| 9. Juni 2009                                                                                             |              | Armenien | – | Türkei   | 2:5 |
| 12. August 2009                                                                                          | Schaffhausen | Schweiz  | – | Estland  | 0:1 |
| Tor: 0:1 Saag (31.)                                                                                      |              |          |   |          |     |
| 4. September 2009                                                                                        | Jerewan      | Armenien | – | Schweiz  | 1:3 |
| Tore: 0:1 Hochstrasser (4.), 1:1 Yagan (10.), 1:2 Rossini (35.), 1:3 Feltscher (39.)                     |              |          |   |          |     |
| 5. September 2009                                                                                        |              | Estland  | – | Georgien | 2:0 |
| 9. September 2009                                                                                        |              | Estland  | – | Irland   | 1:1 |
| 9. September 2009                                                                                        |              | Georgien | – | Türkei   | 4:0 |
| 9. Oktober 2009                                                                                          |              | Irland   | – | Georgien | 1:1 |
| 9. Oktober 2009                                                                                          | Rakvere      | Estland  | – | Schweiz  | 1:4 |
| Tore: 1:0 Zenjov (7.), 1:1 Ciarocchi (10.), 1:2 Gavranovic (21.), 1:3 F. Feltscher (23.), 1:4 Koch (26.) |              |          |   |          |     |
| 13. Oktober 2009                                                                                         | Waterford    | Irland   | – | Schweiz  | 1:1 |
| Tore: 0:1 Frei (58.), 1:1 Garvan (90.+3')                                                                |              |          |   |          |     |
| 13. Oktober 2009                                                                                         |              | Türkei   | – | Armenien | 1:0 |
| 14. November 2009                                                                                        |              | Georgien | – | Irland   | 1:1 |
| 14. November 2009                                                                                        |              | Armenien | – | Estland  | 1:1 |

### Gruppe 3
Tabelle
| Pl. | Team                    | Sp. | S | U | N | Tore    | Diff. | Punkte |
| --- | ----------------------- | --- | - | - | - | ------- | ----- | ------ |
| 1.  | Italien                 | 8   | 5 | 1 | 2 | 012:500 | +7    | 16     |
| 2.  | Wales                   | 8   | 5 | 1 | 2 | 015:600 | +9    | 16     |
| 3.  | Ungarn                  | 8   | 4 | 1 | 3 | 009:700 | +2    | 13     |
| 4.  | Bosnien und Herzegowina | 8   | 2 | 2 | 4 | 004:800 | −4    | 08     |
| 5.  | Luxemburg               | 8   | 1 | 1 | 6 | 002:160 | −14   | 04     |

| 27. März 2009 | Luxemburg               | – | Wales                   | 0:0 |
| 31. März 2009 | Wales                   | – | Luxemburg               | 5:1 |
| 6. Juni 2009  | Ungarn                  | – | Luxemburg               | 3:0 |
| 10. Juni 2009 | Luxemburg               | – | Ungarn                  | 0:1 |
| 12. Aug. 2009 | Wales                   | – | Ungarn                  | 4:1 |
| 4. Sep. 2009  | Bosnien und Herzegowina | – | Luxemburg               | 0:1 |
| 4. Sep. 2009  | Wales                   | – | Italien                 | 2:1 |
| 8. Sep. 2009  | Italien                 | – | Luxemburg               | 2:0 |
| 10. Okt. 2009 | Wales                   | – | Bosnien und Herzegowina | 2:0 |
| 13. Okt. 2009 | Italien                 | – | Bosnien und Herzegowina | 1:1 |

### Gruppe 4
Tabelle
| Pl. | Team          | Sp. | S | U | N | Tore    | Diff. | Punkte |
| --- | ------------- | --- | - | - | - | ------- | ----- | ------ |
| 1.  | Niederlande   | 8   | 7 | 0 | 1 | 019:500 | +14   | 21     |
| 2.  | Spanien       | 8   | 6 | 1 | 1 | 015:500 | +10   | 19     |
| 3.  | Finnland      | 8   | 3 | 1 | 4 | 011:700 | +4    | 10     |
| 4.  | Polen         | 8   | 3 | 0 | 5 | 011:130 | −2    | 09     |
| 5.  | Liechtenstein | 8   | 0 | 0 | 8 | 001:270 | −26   | 0      |

Spielergebnisse
| 9. Juni 2009                                                                                       | Pruszków         | Polen         | – | Liechtenstein | 2:0 |
| Tore: 1:0 Korzym (35.), 2:0 Rybus (56.)                                                            |                  |               |   |               |     |
| 4. September 2009                                                                                  |                  | Spanien       | – | Polen         | 2:0 |
| 4. September 2009                                                                                  |                  | Niederlande   | – | Finnland      | 2:0 |
| 7. September 2009                                                                                  | Vaduz            | Liechtenstein | – | Spanien       | 0:4 |
| Tore: 0:1 Parejo (15.), 0:2 Javi Martínez (23.), 0:3 Capel (82.), 0:4 Aarón Ñíguez (86.)           |                  |               |   |               |     |
| 8. September 2009                                                                                  |                  | Polen         | – | Finnland      | 2:1 |
| 9. Oktober 2009                                                                                    |                  | Finnland      | – | Niederlande   | 0:1 |
| 9. Oktober 2009                                                                                    | Eschen           | Liechtenstein | – | Polen         | 0:5 |
| Tore: 0:1 Kielb (43.), 0:2 Małecki (59.), 0:3 Małecki (73.), 0:4 Kielb (80.), 0:5 Sobiech (90.+1') |                  |               |   |               |     |
| 13. Oktober 2009                                                                                   | Eschen           | Liechtenstein | – | Finnland      | 0:4 |
| Tore: 0:1 Pukki (48.), 0:2 Hjelm, (65.) 0:3 Hjelm (75.), 0:4 Kangaskolkka (90.+2')                 |                  |               |   |               |     |
| 13. Oktober 2009                                                                                   |                  | Polen         | – | Niederlande   | 0:4 |
| 13. November 2009                                                                                  | ’s-Hertogenbosch | Niederlande   | – | Liechtenstein | 3:0 |
| Tore: 1:0 De Jong (8.), 2:0 Falkenburg (68.), 3:0 John (90.+4')                                    |                  |               |   |               |     |

### Gruppe 5
Tabelle
| Pl. | Team        | Sp. | S | U | N | Tore    | Diff. | Punkte |
| --- | ----------- | --- | - | - | - | ------- | ----- | ------ |
| 1.  | Tschechien  | 8   | 7 | 1 | 0 | 025:400 | +21   | 22     |
| 2.  | Island      | 8   | 5 | 1 | 2 | 029:110 | +18   | 16     |
| 3.  | Deutschland | 8   | 3 | 3 | 2 | 026:100 | +16   | 12     |
| 4.  | Nordirland  | 8   | 2 | 1 | 5 | 012:160 | −4    | 07     |
| 5.  | San Marino  | 8   | 0 | 0 | 8 | 000:510 | −51   | 0      |

Spielergebnisse
| 9. Juni 2009 |            | San Marino  | – | Tschechien  | 0:8  |
| 12. August 2009 |            | Island      | – | Tschechien  | 0:2  |
| 4. September 2009 | Aachen     | Deutschland | – | San Marino  | 6:0  |
| Tore: 1:0 Naki (4.), 2:0 Boateng (19.), 3:0 Hummels (31.), 4:0 Schieber (33.), 5:0 Höwedes (41.), 6:0 Schieber (56.) |            |             |   |             |      |
| 4. September 2009 |            | Tschechien  | – | Nordirland  | 2:0  |
| 8. September 2009 | Wiesbaden  | Deutschland | – | Tschechien  | 1:2  |
| Tore: 0:1 Rabušic (21.), 0:2 Rabušic (70., Elfm.), 1:2 Hummels (90.+2', Elfm.) |            |             |   |             |      |
| 8. September 2009 |            | Nordirland  | – | Island      | 2:6  |
| 9. Oktober 2009 |            | Island      | – | San Marino  | 8:0  |
| 13. Oktober 2009 |            | Island      | – | Nordirland  | 2:1  |
| 13. November 2009 | Belfast    | Nordirland  | – | Deutschland | 1:1  |
| Tore: 0:1 Choupo-Moting (90.), 1:1 Norwood (90.+4') |            |             |   |             |      |
| 13. November 2009 |            | San Marino  | – | Island      | 0:6  |
| 17. November 2009 | Serravalle | San Marino  | – | Deutschland | 0:11 |
| Tore: 0:1 Hummels (4.), 0:2 Choupo-Moting (11.), 0:3 Schwaab (31., Elfm.), 0:4 Badstuber (33.), 0:5 Schürrle (44.), 0:6 Sam (49.), 0:7 Hummels (56.), 0:8 Müller (58.), 0:9 Sukuta-Pasu (69.), 0:10 Hummels (71., Elfm.), 0:11 Bargfrede (82.) |            |             |   |             |      |

### Gruppe 6
Tabelle
| Pl. | Team       | Sp. | S | U | N | Tore    | Diff. | Punkte |
| --- | ---------- | --- | - | - | - | ------- | ----- | ------ |
| 1.  | Schweden   | 8   | 6 | 1 | 1 | 015:500 | +10   | 19     |
| 2.  | Israel     | 8   | 5 | 1 | 2 | 018:800 | +10   | 16     |
| 3.  | Montenegro | 8   | 4 | 1 | 3 | 009:110 | −2    | 13     |
| 4.  | Kasachstan | 8   | 1 | 2 | 5 | 007:170 | −10   | 05     |
| 5.  | Bulgarien  | 8   | 1 | 1 | 6 | 008:160 | −8    | 04     |

Spielergebnisse
| 29. März 2009     |  | Israel     | – | Kasachstan | 1:1 |
| 2. April 2009     |  | Kasachstan | – | Bulgarien  | 2:0 |
| 7. Juni 2009      |  | Kasachstan | – | Montenegro | 0:2 |
| 10. Juni 2009     |  | Bulgarien  | – | Israel     | 3:4 |
| 4. September 2009 |  | Bulgarien  | – | Kasachstan | 3:0 |
| 4. September 2009 |  | Montenegro | – | Schweden   | 0:2 |
| 9. September 2009 |  | Kasachstan | – | Israel     | 1:2 |
| 9. September 2009 |  | Schweden   | – | Bulgarien  | 2:1 |
| 10. Oktober 2009  |  | Bulgarien  | – | Montenegro | 1:1 |
| 11. Oktober 2009  |  | Kasachstan | – | Schweden   | 1:1 |

### Gruppe 7
Tabelle
| Pl. | Team     | Sp. | S | U | N | Tore    | Diff. | Punkte |
| --- | -------- | --- | - | - | - | ------- | ----- | ------ |
| 1.  | Kroatien | 8   | 5 | 2 | 1 | 017:100 | +7    | 17     |
| 2.  | Slowakei | 8   | 4 | 2 | 2 | 011:110 | ±0    | 14     |
| 3.  | Serbien  | 8   | 4 | 1 | 3 | 014:120 | +2    | 13     |
| 4.  | Norwegen | 8   | 2 | 1 | 5 | 014:180 | −4    | 07     |
| 5.  | Zypern   | 8   | 2 | 0 | 6 | 008:130 | −5    | 06     |

Spielergebnisse
| 7. Juni 2009      |  | Kroatien | – | Zypern   | 0:2 |
| 10. Juni 2009     |  | Norwegen | – | Slowakei | 2:2 |
| 12. August 2009   |  | Zypern   | – | Norwegen | 1:3 |
| 5. September 2009 |  | Serbien  | – | Slowakei | 1:2 |
| 5. September 2009 |  | Norwegen | – | Kroatien | 1:3 |
| 9. September 2009 |  | Norwegen | – | Serbien  | 0:1 |
| 9. September 2009 |  | Slowakei | – | Zypern   | 1:0 |
| 9. Oktober 2009   |  | Serbien  | – | Zypern   | 2:0 |
| 13. Oktober 2009  |  | Kroatien | – | Serbien  | 3:1 |
| 14. Oktober 2009  |  | Zypern   | – | Slowakei | 0:1 |

### Gruppe 8
Tabelle
| Pl. | Team       | Sp. | S | U | N | Tore    | Diff. | Punkte |
| --- | ---------- | --- | - | - | - | ------- | ----- | ------ |
| 1.  | Ukraine    | 8   | 4 | 4 | 0 | 013:500 | +8    | 16     |
| 2.  | Belgien    | 8   | 4 | 3 | 1 | 008:500 | +3    | 15     |
| 3.  | Frankreich | 8   | 4 | 3 | 1 | 012:600 | +6    | 15     |
| 4.  | Slowenien  | 8   | 2 | 2 | 4 | 006:100 | −4    | 08     |
| 5.  | Malta      | 8   | 0 | 0 | 8 | 000:130 | −13   | 0      |

Spielergebnisse
| 31. März 2009     |  | Malta      | – | Slowenien  | 0:2 |
| 9. Juni 2009      |  | Ukraine    | – | Malta      | 1:0 |
| 4. September 2009 |  | Malta      | – | Belgien    | 0:1 |
| 4. September 2009 |  | Slowenien  | – | Frankreich | 1:3 |
| 8. September 2009 |  | Belgien    | – | Slowenien  | 2:0 |
| 8. September 2009 |  | Frankreich | – | Ukraine    | 2:2 |
| 9. Oktober 2009   |  | Ukraine    | – | Belgien    | 1:1 |
| 9. Oktober 2009   |  | Malta      | – | Frankreich | 0:2 |
| 13. Oktober 2009  |  | Belgien    | – | Frankreich | 0:0 |
| 14. Oktober 2009  |  | Slowenien  | – | Ukraine    | 0:2 |

### Gruppe 9
Tabelle
| Pl. | Team           | Sp. | S | U | N | Tore    | Diff. | Punkte |
| --- | -------------- | --- | - | - | - | ------- | ----- | ------ |
| 1.  | Griechenland   | 8   | 6 | 1 | 1 | 013:700 | +6    | 19     |
| 2.  | England        | 8   | 5 | 2 | 1 | 015:700 | +8    | 17     |
| 3.  | Portugal       | 8   | 4 | 1 | 3 | 012:800 | +4    | 13     |
| 4.  | Litauen        | 8   | 1 | 2 | 5 | 003:110 | −8    | 05     |
| 5.  | Nordmazedonien | 8   | 0 | 2 | 6 | 009:190 | −10   | 02     |

Spielergebnisse
| 28. März 2009     |  | Griechenland   | – | Nordmazedonien | 3:1 |
| 6. Juni 2009      |  | Litauen        | – | Griechenland   | 0:1 |
| 4. September 2009 |  | Nordmazedonien | – | England        | 1:2 |
| 4. September 2009 |  | Portugal       | – | Litauen        | 4:1 |
| 8. September 2009 |  | Griechenland   | – | England        | 1:1 |
| 9. September 2009 |  | Nordmazedonien | – | Litauen        | 1:1 |
| 9. Oktober 2009   |  | Griechenland   | – | Portugal       | 2:1 |
| 9. Oktober 2009   |  | England        | – | Nordmazedonien | 6:3 |
| 13. Oktober 2009  |  | Griechenland   | – | Litauen        | 1:0 |
| 13. Oktober 2009  |  | Nordmazedonien | – | Portugal       | 1:1 |

### Gruppe 10
Tabelle
| Pl. | Team          | Sp. | S | U | N | Tore    | Diff. | Punkte |
| --- | ------------- | --- | - | - | - | ------- | ----- | ------ |
| 1.  | Schottland    | 8   | 5 | 2 | 1 | 017:700 | +10   | 17     |
| 2.  | Belarus       | 8   | 5 | 2 | 1 | 016:110 | +5    | 17     |
| 3.  | Österreich    | 8   | 4 | 2 | 2 | 017:120 | +5    | 14     |
| 4.  | Albanien      | 8   | 1 | 1 | 6 | 011:200 | −9    | 04     |
| 5.  | Aserbaidschan | 8   | 1 | 1 | 6 | 008:190 | −11   | 04     |

Spielergebnisse
| 28. März 2009                                                                    |                        | Albanien      | – | Schottland    | 0:1 |
| 1. April 2009                                                                    |                        | Schottland    | – | Albanien      | 5:2 |
| 12. August 2009                                                                  | Molodechno             | Belarus       | – | Österreich    | 2:1 |
| Tore: 1:0 Yurchenko (6.), 1:1 Beichler (30.), 2:1 Filipenko (60.)                |                        |               |   |               |     |
| 5. September 2009                                                                |                        | Albanien      | – | Aserbaidschan | 1:0 |
| 5. September 2009                                                                | Bundesstadion Südstadt | Österreich    | – | Schottland    | 1:0 |
| Tor: 1:0 Weimann (57.)                                                           |                        |               |   |               |     |
| 9. September 2009                                                                | Wiener Neudorf         | Österreich    | – | Albanien      | 3:1 |
| Tore: 1:0 Nuhiu (3.), 2:0 Weimann (5.), 3:0 Nuhiu (13.), 3:1 Roshi (41.)         |                        |               |   |               |     |
| 9. September 2009                                                                |                        | Aserbaidschan | – | Belarus       | 2:3 |
| 10. Oktober 2009                                                                 | Baku                   | Aserbaidschan | – | Österreich    | 1:2 |
| Tore: 1:0 Soltanov (34.), 1:1 Margreitter (90., Elfmeter), 1:2 Grünwald (90.+3') |                        |               |   |               |     |
| 10. Oktober 2009                                                                 |                        | Schottland    | – | Belarus       | 1:0 |
| 14. Oktober 2009                                                                 |                        | Belarus       | – | Albanien      | 4:2 |

### Tabelle der besten Gruppenzweiten
Neben den Gruppenersten nehmen die vier Gruppenzweiten mit der besten Bilanz gegen den jeweiligen Gruppenersten, -dritten, -vierten und -fünften an den Play-offs teil.
| Pl. | Team                | Sp. | S | U | N | Tore    | Diff. | Punkte |
| --- | ------------------- | --- | - | - | - | ------- | ----- | ------ |
| 1.  | Spanien (Gruppe 4)  | 8   | 6 | 1 | 1 | 015:500 | +10   | 19     |
| 2.  | England (Gruppe 9)  | 8   | 5 | 2 | 1 | 015:700 | +8    | 17     |
| 3.  | Belarus (Gruppe 10) | 8   | 5 | 2 | 1 | 016:110 | +5    | 17     |
| 4.  | Island (Gruppe 5)   | 8   | 5 | 1 | 2 | 029:110 | +18   | 16     |
| 5.  | Israel (Gruppe 6)   | 8   | 5 | 1 | 2 | 018:800 | +10   | 16     |
| 6.  | Wales (Gruppe 3)    | 8   | 5 | 1 | 2 | 015:600 | +9    | 16     |
| 7.  | Russland (Gruppe 1) | 8   | 5 | 1 | 2 | 014:600 | +8    | 16     |
| 8.  | Belgien (Gruppe 8)  | 8   | 4 | 3 | 1 | 008:500 | +3    | 15     |
| 9.  | Slowakei (Gruppe 7) | 8   | 4 | 2 | 2 | 011:110 | ±0    | 14     |
| 10. | Türkei (Gruppe 2)   | 8   | 3 | 1 | 4 | 009:110 | −2    | 10     |

## Playoffs
Die Auslosung für die Playoffs fand am 10. September 2010 in Herning statt. Die sieben Paarungen wurden aus den Siegern der zehn Qualifikationsgruppen und den vier besten Zweitplatzierten gelost. Die Spiele fanden zwischen dem 7. und 13. Oktober statt.
|             | Gesamt |              | Hinspiel | Rückspiel |
| ----------- | ------ | ------------ | -------- | --------- |
| England     | 2:1    | Rumänien     | 2:1      | 0:0       |
| Niederlande | 3:3    | Ukraine      | 1:3      | 2:0       |
| Spanien     | 5:1    | Kroatien     | 2:1      | 3:0       |
| Schweiz     | 5:2    | Schweden     | 4:1      | 1:1       |
| Island      | 4:2    | Schottland   | 2:1      | 2:1       |
| Tschechien  | 5:0    | Griechenland | 3:0      | 2:0       |
| Italien     | 2:3    | Belarus      | 2:0      | 0:3 n. V. |